# Монтесори сензорни материјали
Монтесори сензорни материјали су материјали који се користе у Монтесори учионици како би помогли детету да развије и усаврши својих пет чула.

## Розе кула
Розе кула има десет розе коцки различитих величина, од 1 центиметар до 10 cm у корацима од 1 cm. Рад је осмишљен тако да детету пружи концепт "великог" и "малог". Дете почиње са највећом коцком и на њу ставља другу по величини коцку. Ово се наставља све док се свих десет коцкица не наслаже једну на другу. Контрола грешке је визуелна. Дете види да су коцке у   погрешном редоследу и зна да треба да их поправи. Узастопне димензије сваке коцке су такве да ако су коцке наслагане у равни са углом, најмања коцка може да стане право на ивицу сваког нивоа.

## Црвени штапови
Црвени штапови су штапови квадратног попречног пресека, које се разликују само по дужини. Најмањи је дугачак 10 cm, а највећи је један метар. Сваки штап има квадрат од 2,5 cm. Држећи крајеве штапова са две руке, материјал је дизајниран тако да детету пружи осећај дугог и кратког. 

## Браон степенице
Браон степенице су направљене да подучавају концепте "дебело" и "танко". Састоје се од десет комплета дрвених квадра са природном или браон завршном обрадом. Свака степеница је дугачка 20 cm и варира у дебљини од 1 до 10 cm Када се саставе од најдебљег до најтањег, праве равно степениште. Као продужетак, широке степенице се често користе са розе кулом како би се детету омогућило да направи много облика.

## Цилиндри у боји
Постоје 4 кутије цилиндара. Жути цилиндри који се разликују по висини и ширини. Најкраћи цилиндар је најтањи, а највиши цилиндар најдебљи. Црвени цилиндри који су исте висине, али се разликују по ширини. Плави цилиндри који имају исту ширину, али се разликују по висини. Зелени цилиндри који се разликују по висини и ширини. Најкраћи цилиндар је најдебљи, а највиши цилиндар је најтањи. Дете може да ради различите вежбе са овим материјалима, укључујући њихово усклађивање са блоковима цилиндара, слагање једно на друго да формира торањ и распоређивање по величини или различитим шарама. Када се жути, црвени и зелени цилиндри ставе један на други, сви су исте висине.

## Цилиндри у блоковима
Цилиндри у блоковима су десет дрвених цилиндара различитих димензија који се могу извадити из уграђеног блока контејнера помоћу ручке са дугмадима. Да би уклонило цилиндре, дете има тенденцију да природно користи исти хват са три прста који се користи за држање оловака. Неколико активности се може обавити са блоковима цилиндара. Главна активност укључује уклањање цилиндара из блока и њихову замену поново на месту са којег сте их добили. Контрола грешке се састоји у немогућности детета да замени цилиндар у погрешној рупи.